# François Chifflart
François Chifflart (Saint-Omer (Pas-de-Calais), 21 marzo 1825 – Parigi, 19 marzo 1901) è stato un pittore, incisore e disegnatore francese.

## Biografia
François-Nicolas Chifflart, detto François Chifflart, era figlio di Antoine-Omer Chifflart, fabbricante di serrature a Saint-Omer. Fu proprio a fianco di suo padre che iniziò ad incidere i metalli, e, per il suo precoce talento nell'incisione e nell'uso del cesello, fu notato e poi assunto da Louis Fiolet, il maggiore fabbricante di pipe di ceramica della città. Sua sorella, peraltro, sposò Alfred Cadart, originario di Saint-Omer, il quale, su consiglio di lei, iniziò un'attività di incisore e di editore di stampe a Parigi. 
Chifflart cominciò a disegnare giovanissimo alla Scuola comunale di Saint-Omer, e nel 1844 entrò all'École des beaux-arts di Parigi, nell'atelier di Léon Cogniet, dove completò la sua preparazione. Nel 1851 vinse il primo Prix de Rome di pittura storica con il quadro Périclès au lit de mort de son fils, dopo aver ottenuto il terzo premio l'anno precedente con la tela Zénobie sur les bords de l'Araxe. Ma Chifflart avversava palesemente l'accademismo che imperava in quegli anni e il manifestare tale rifiuto fece sì che il suo nome e le sue opere furono emarginati.  Si volse allora sempre di più verso il disegno e la pratica dell'incisione. 

Le sue incisioni per il Faust, esposte al Salon del 1859, furono oggetto di grande ammirazione da parte di uomini di cultura e in particolare di letterati, come Baudelaire e Théophile Gautier.
In occasione del Salon del 1863, Ernest Chesneau citò, fra altre opere interessanti, un David vainqueur, «composizione movimentata di M. Chifflard».
Infine Chifflart conobbe Victor Hugo, che vide in lui «il soffio della grande arte del diciannovesimo secolo», e da questa conoscenza iniziò per lui, a partire dal 1867, una nuova carriera di illustratore. Per Victor Hugo, egli illustrò in particolare Les Travailleurs de la Mer (1866), incisi da Fortuné Méaulle, e il celebre romanzo Notre-Dame de Paris (1831).

Dal 1862 al 1867, Chifflart approfittò del laboratorio di incisione del cognato Alfred Cadart in rue Richelieu, presso la "Società degli Acquafortisti"; poté così produrre più di 200 acqueforti sino al 1881, a fianco di sua sorella, che aveva continuato col marito l'attività di incisione e stampa.
Purtroppo il suo atteggiamento in politica, che egli non mancava di manifestare, contro il governo autoritario dell'imperatore Napoleone III gli fece perdere una parte consistente della sua ricca clientela parigina e lentamente, giorno dopo giorno, il suo nome fu dimenticato. Ciononostante Chifflart continuò a lavorare fino all'ultimo anno del secolo.
François Chifflart morì a Parigi a 76 anni nel marzo del primo anno del XX secolo. Una via di Saint-Omer porta ancor oggi il suo nome.

## Galleria d'immagini

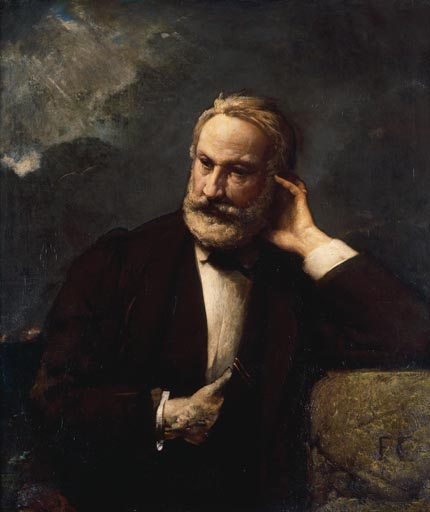
Ritratto di Victor Hugo
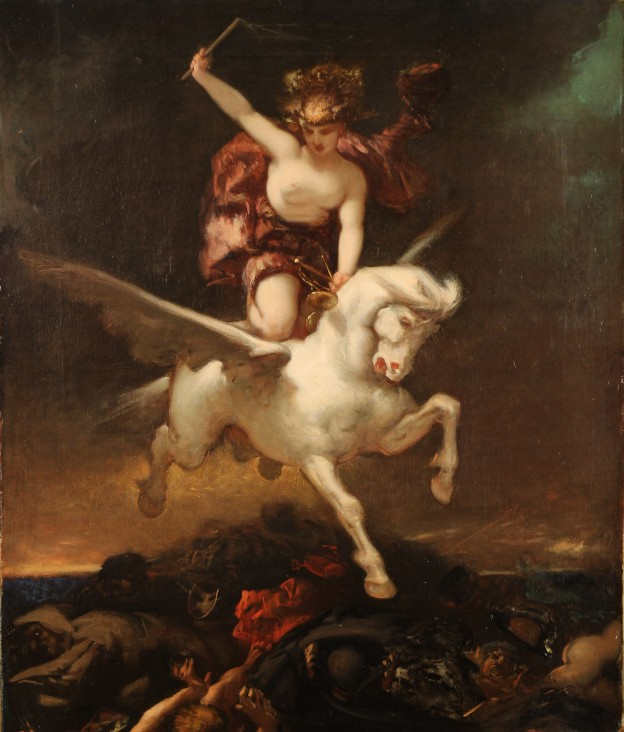
La giustizia
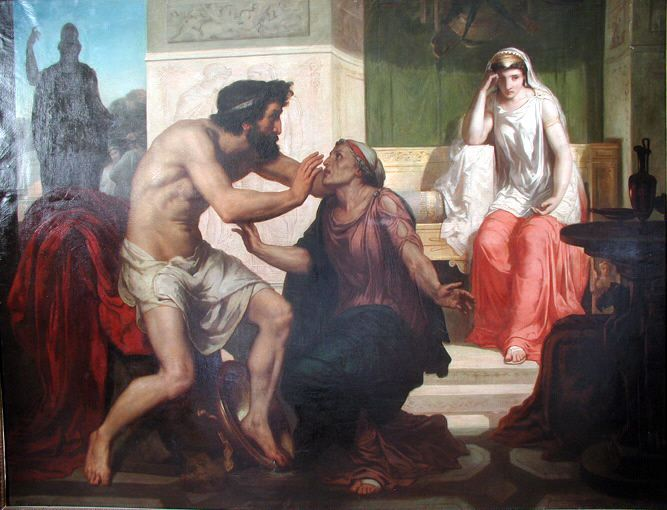
Ulisse riconosciuto da Euriclea
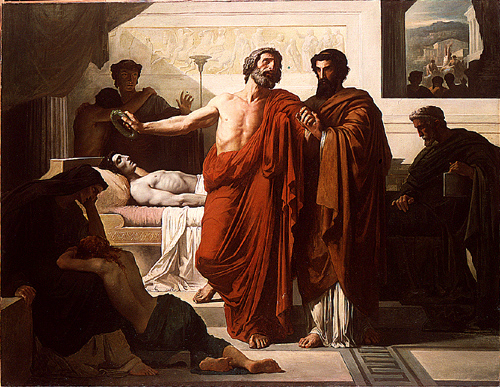
Pericle al letto di morte di suo figlio
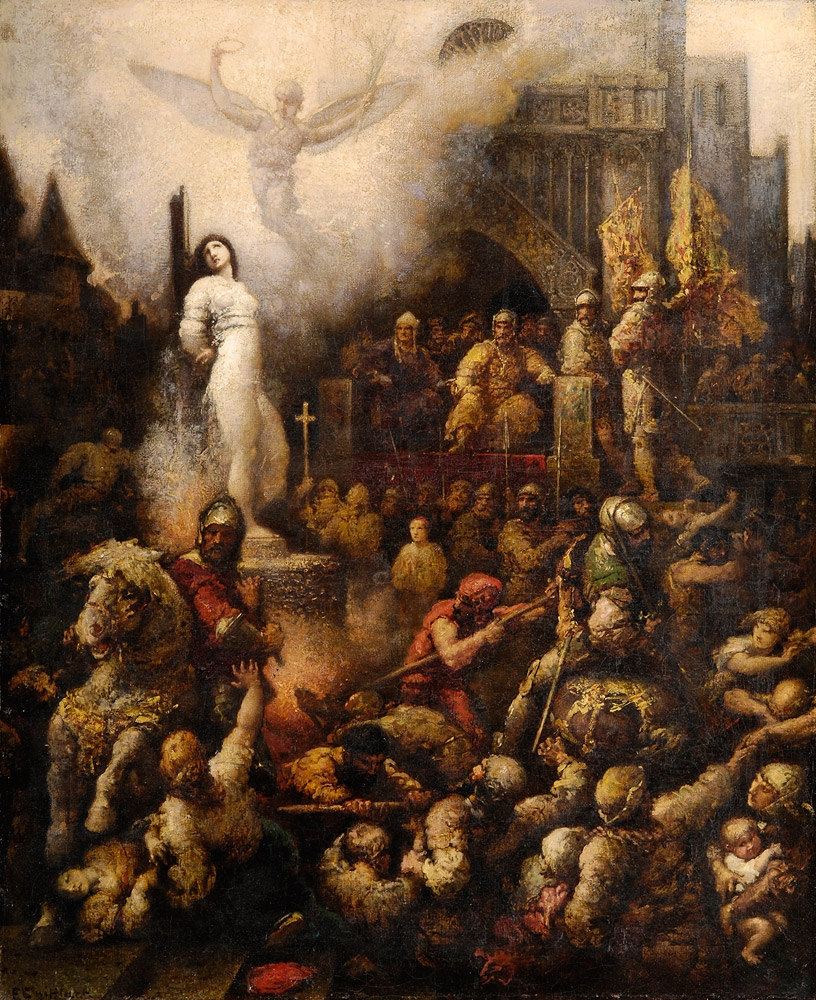
Giovanna d'Arco
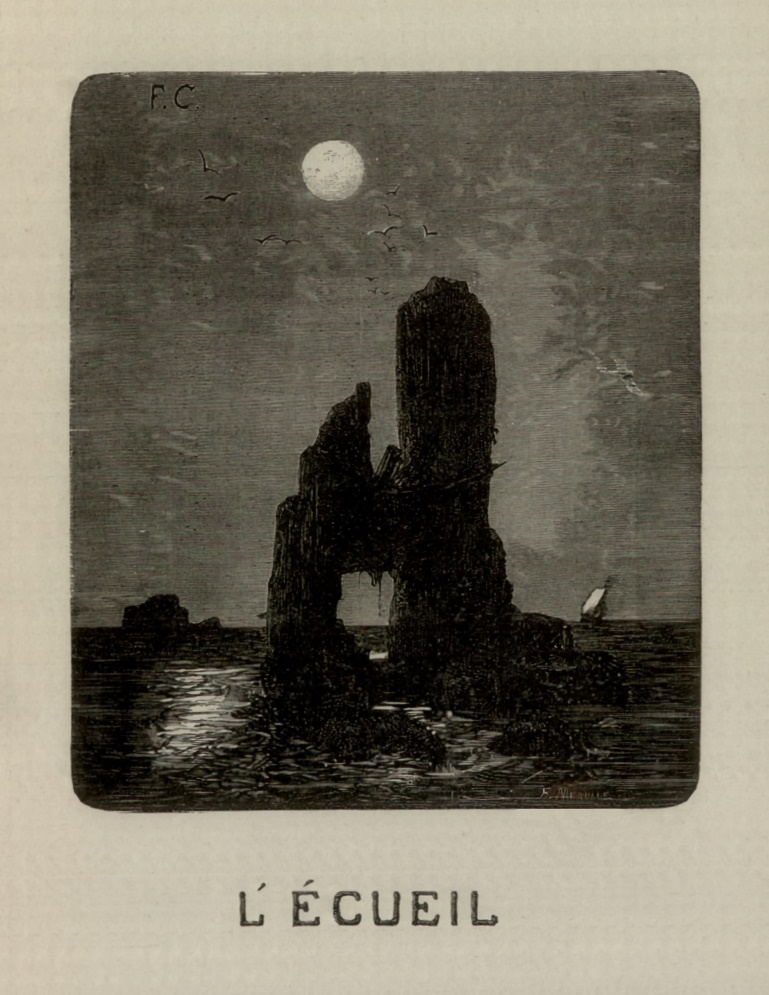
Lo scoglio
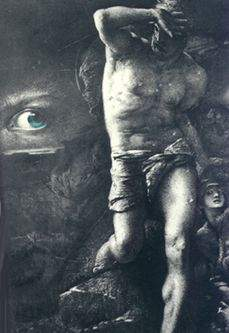
La Coscienza
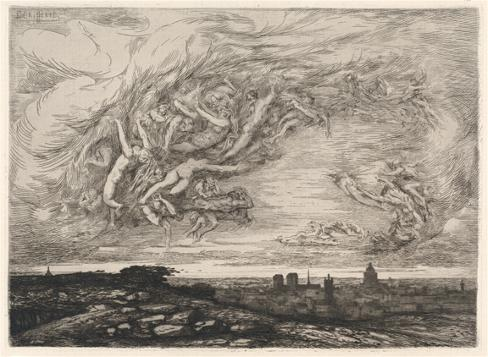
Colera
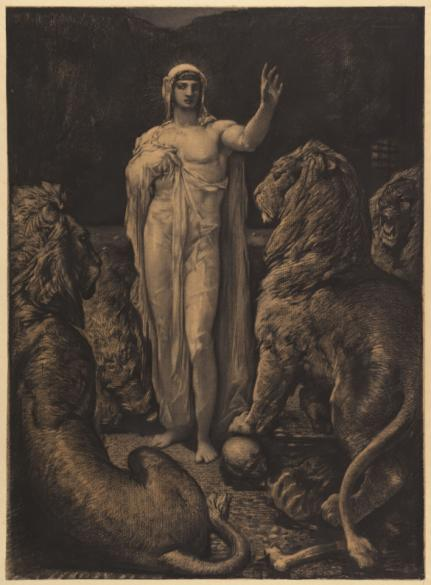
I leoni
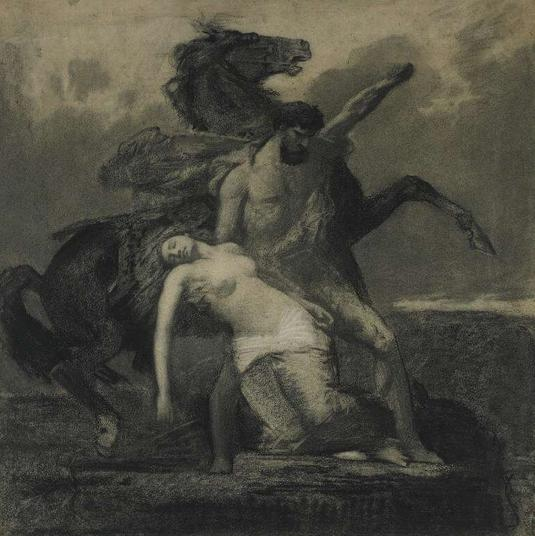
La regina Zenobia sul fiume Aras

## Opere
(in collezioni pubbliche)
- Beauvais, Museo dipartimentale dell'Oise: "Hercule combattant le lion de Némée", disegno[5]
- Orléans, Museo di belle arti: "Portrait de Léon Cogniet", 1845, olio su tela
- Parigi, École des beaux-arts:
  - "Zénobie sur les bords de l'Araxe", 1850, terzo "prix de Rome", olio su tela
  - "Périclès au lit de mort de son fils", 1851, primo "prix de Rome", olio su tela
- Parigi, Casa di Victor Hugo: "La Conscience", 1877, inciso da Joliet
- Saint-Omer, Museo dell'Hôtel Sandelin:
  - "Académie d'homme", 1845, carboncino, uomo con una gamba su un muretto e le braccia abbandonate verso destra
  - "Académie d'homme", 1845, disegno
  - "Jeunes romaines s'entretenant", circa 1850, carboncino
  - "Paysage de la campagne romaine au troupeau de chèvres", circa 1850, carboncino
  - "Hercule assis", circa 1865, carboncino, lapis e tempera
  - "Paysage rocheux", carboncino
- Digione, Museo Magnin:
  - "La Maisonnette sur la falaise"
  - "Paysage d'Italie"

## Illustrazioni
- Victor Hugo, "Notre-Dame de Paris", 1831
- Victor Hugo, "Les travailleurs de la mer", inciso da Fortuné Méaulle, 1866

## Salon
- 1859: incisioni per il Faust
- 1863: "David vainqueur", olio su tela

## Mostre
- 1993: François Chifflart, graveur et illustrateur, Parigi, Musée d'Orsay
- 2015: François Chifflart peintre, dessinateur et graveur audomarois, a Saint-Omer,  Museo dell'Hôtel Sandelin, fino al 20 settembre 2015

## Iconografia
- Nel Museo del l'Hôtel Sandelin a Saint-Omer è presente un busto di marmo di Chifflart.

## Bibliografia

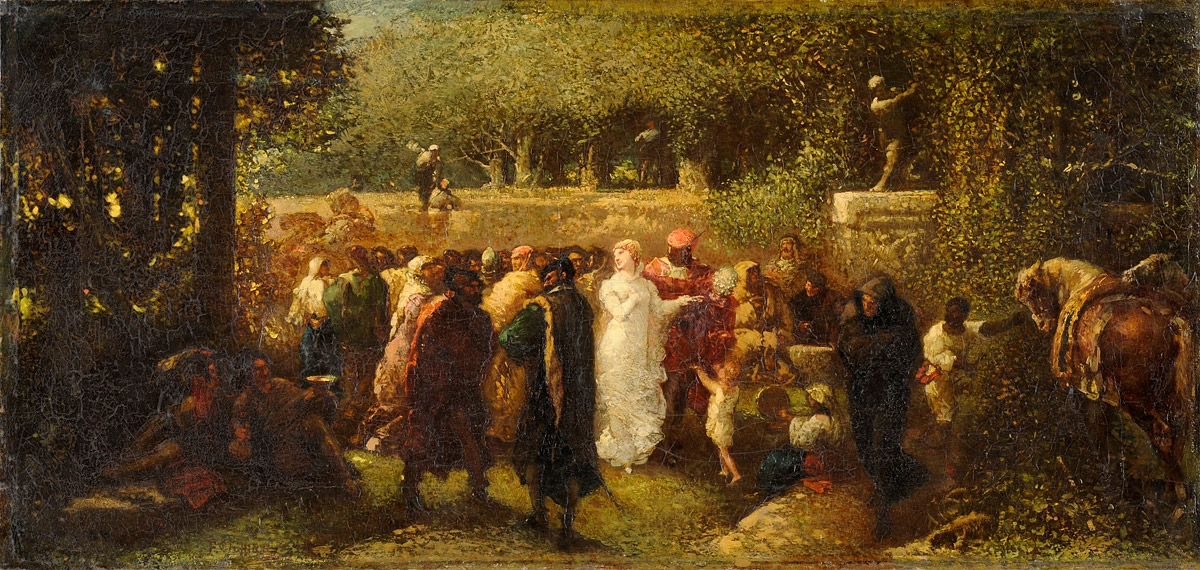
Festa nello Schlosspark